# Fremdenbuch

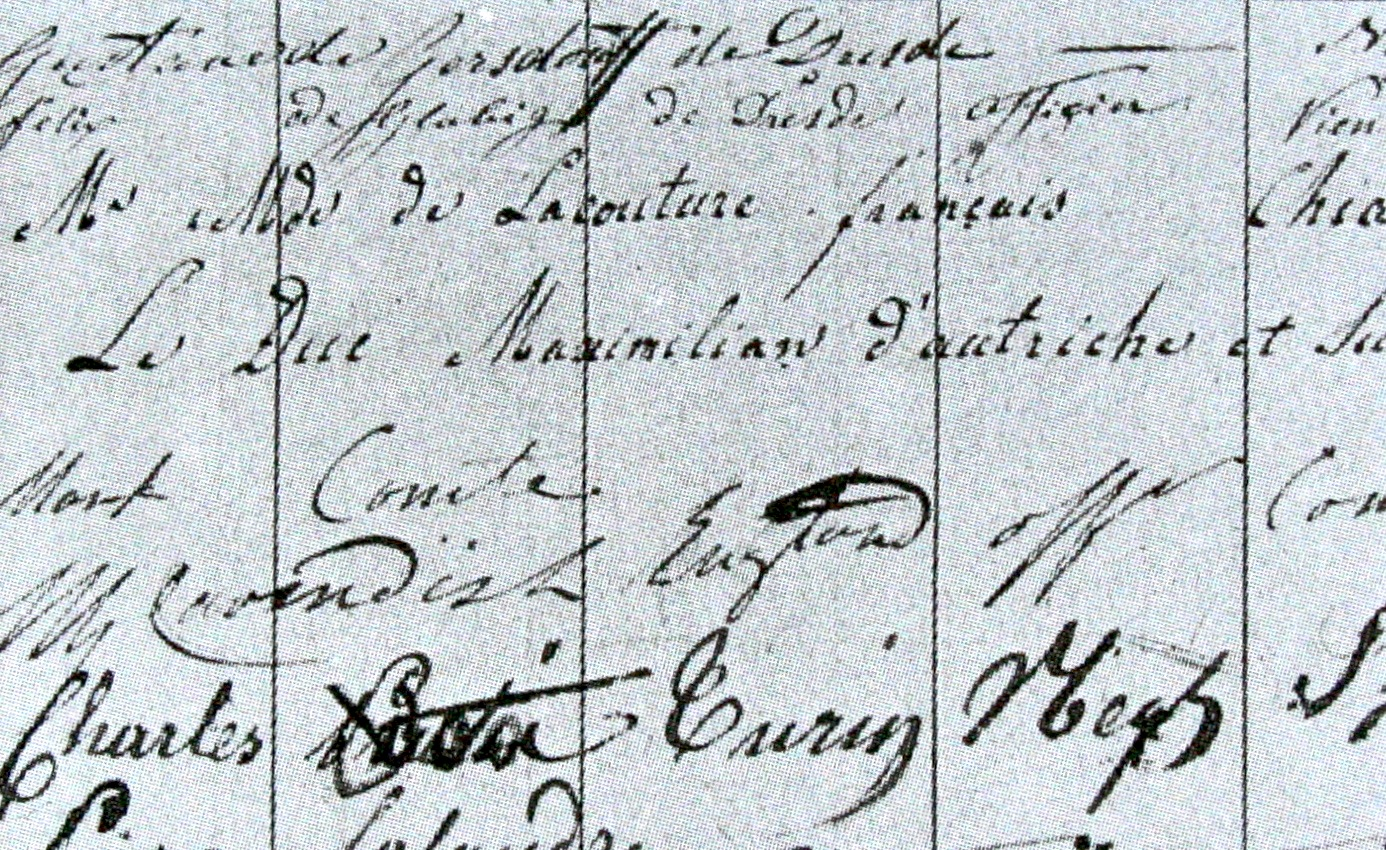
Eintrag im Gästebuch des Hotels Bodenhaus von Erzherzog Ferdinand Maximilian von Österreich

Als Fremdenbuch (auch Gästebuch genannt) wurde früher ein Buch in einem Hotel bezeichnet, in das laufend die Personalien der Übernachtenden eingetragen wurden. 
In das Fremdenbuch mussten, in den einzelnen Ländern verschieden, laut Polizeiverordnung über das Meldewesen in der Regel Angaben zu Vor- und Nachnamen, Beruf, Geburtstag und -ort, Staatsangehörigkeit sowie Wohnort gemacht werden.
Zur historischen Forschung können diese Fremdenbücher ausgewertet werden, um zu sehen, wer sich wann wo aufgehalten hat bzw. welche Gesellschaftsklassen sich in einem bestimmten Ort oder Hotel zur Kur oder zur Erholung aufgehalten haben.
In Deutschland ist an die Stelle des Fremdenbuches der Meldeschein (nach § 29 Bundesmeldegesetz) getreten.
In den Schutzhütten der Alpenvereine ist der Eintrag in ein Gäste- oder Hüttenbuch bei Übernachtung auch im 21. Jahrhundert noch übliche Praxis.